# Mas Regordosa
El Mas Regordosa és una masia del municipi de Castellfollit del Boix (Bages) que forma part de l'Inventari del Patrimoni Arquitectònic de Catalunya.

## Descripció
És una masia de planta baixa i pis (n'hi havia un segon o golfes que s'ensorrà el 1944). Per la seva estructura i el parament dels murs, sembla que és fruit de dues edificacions. A més en les llindes de les dues finestres hi ha dates amb dos-cents anys de diferencia (a la façana principal). Adossat a la façana principal hi ha un contrafort que tapia una anterior porta d'entrada adovellada. La porta actual és d'arc de mig punt i adovellada. L'escut que hi ha a la clau de l'arc no és originari de la casa. Totes les llindes i brancals de les obertures són de carreu. A la part posterior de la casa i adossat hi ha un antic forn de pa de planta circular realitzat amb pedra.

## Història
Hi ha una llinda finestra dreta a la façana principal amb la data de 1781, i una llinda a la finestra esquerre de la façana principal amb la data de 1581. Segons l'arrendatari, hi havia hagut a l'interior de la casa una capelleta dedicada a Sant Miquel.